# Parasyzygonia pallidior
Parasyzygonia pallidior – gatunek błonkówki z rodziny Pergidae.

## Taksonomia
Gatunek ten został opisany w 1939 roku przez René Malaise. Jako miejsce typowe podano brazylijskie miasto Corupá w stanie Santa Catarina. Holotypem była samica.

## Zasięg występowania
Ameryka Południowa. Znany z płd. Brazylii ze stanów Rio de Janeiro i Santa Catarina.